# أنا نجوم بنت العاشرة ومطلقة
أنا نجوم بنت العاشرة ومطلقة هو فيلم يمني تم إنتاجه في سنة 2015 وهو من إخراج المخرجة اليمنية خديجة السلامي، وهو أول فلم روائي في اليمن، تناول الفلم موضوع زواج القاصرات، والفلم هو قصة حقيقية مستوفاة من قصة فتاة اسمها نجود علي، أرغمها والدها على الزواج من رجل يكبرها ب20 سنة، وبعد ليلة الزواج يقوم زوجها بالاعتداء عليها وضربها وتتحول حياتها إلى كابوس، بعد ذلك تلجأ نجوم إلى الهروب سراً من بيت زوجها وتلجأ إلى القضاء في العاصمة، فتواجه بشجاعة مواقف الرأي العام ضدها وتحصل على الطلاق في النهاية. وقد تم تصوير أحداث هذا الفلم بسرية في اليمن.
وقد قالت خديجة السلامي أن قصة نجوم تشبه قصتها، حيث أنها قالت أنها واجهت نفس موقف نجوم في سن 11 وبعد ذلك أصبحت ناشطة أنثوية لحقوق المرأة. وقد تم عرض الفيلم في مهرجان القاهرة السينمائي الدولي 37. وقد فاز هذا الفلم بجائزة أفضل فيلم روائي في مهرجان دبي السينمائي الدولي.

## البطولة
- ريهام محمد بدور نجوم أو نجود
- سوادي الكينعي
- عدنان الخضر
- منيرة العطاس
- شارك في التمثيل الطفلة الشهيرة بزواج القاصرات ندى الاهدل

## وصلات خارجية
- أنا نجوم بنت العاشرة ومطلقة على موقع IMDb (الإنجليزية)
- أنا نجوم بنت العاشرة ومطلقة على موقع روتن توميتوز (الإنجليزية)
- أنا نجوم بنت العاشرة ومطلقة على موقع قاعدة بيانات الأفلام العربية
- أنا نجوم بنت العاشرة ومطلقة على موقع ألو سيني (الفرنسية)
- أنا نجوم بنت العاشرة ومطلقة على موقع فيلمافينيتي (الإسبانية)
- أنا نجوم بنت العاشرة ومطلقة على موقع قاعدة بيانات الأفلام السويدية (السويدية)
- أنا نجوم بنت العاشرة ومطلقة على موقع قاعدة بيانات الفيلم (الإنجليزية)
- أنا نجوم بنت العاشرة ومطلقة على موقع ليتربوكسد (الإنجليزية)
- أنا نجوم بنت العاشرة ومطلقة على موقع كينوبويسك (الروسية)
- أنا نجوم بينت العاشرة ومطلقة
- أنا نجوم بنت العاشرة ومطلقة على قاعدة بيانات الأفلام على الإنترنت